# Ilija Badovinac
Ilija Badovinac, slovenski častnik in narodni heroj Jugoslavije, * 1. avgust 1917, Rosalnice, † 12. februar 1944 (padel v boju).

## Življenjepis
Družina Ilije se je v Rosalnice preselila iz Žumberka leta 1902. Osnovno šolo je Ilija tako obiskoval v Metliki, po končanem šolanju pa je ostal na domači kmetiji. 
Med služenjem vojaškega roka se je izkazal kot dober vojak, za kar je bil nagrajen s činom desetnika. Po vrnitvi domov se je začel aktivno ukvarjati s politiko in se je pridružil levemu političnemu taboru komunistov. Član Komunistične partije je postal spomladi 1942.
V narodnoosvobodilni boj se je vključil 20. maja 1942, ko se je priključil 2. belokranjski četi, iz katere se je kmalu oblikoval belokranjski bataljon, že konec junija 1942 pa Belokranjski odred. Kot borec odreda je Ilija Badovinac  sodeloval v številnih bojih na Dolenjskem in v Beli krajini. Tako je sodeloval pri napadu na vojaško utrdbo Hrast, bunker italijanske straže pri Rožnem Dolu in karabinjersko postajo v gostilni Zajc pod prevalom Vahta na Gorjancih.
Že julija 1942 je postal namestnik političnega komisarja bataljona v Belokranjskem odredu, ob reorganizaciji Belokranjskega odreda pa je postal komandant prvega bataljona Zahodnodolenjskega oz. Gorjanskega odreda, ki je največ deloval na območju Gorjancev in Žumberka.
Ob novi reorganizaciji Zahodnodolenjskega odreda je bil Ilija Badovinac 24. decembra 1942 premeščen v Cankarjevo brigado, kjer je postal komandant 3. bataljona. Pod njegovim vodstvom se je bataljon še posebej izkazal v času četrte ofenzive, predvsem januarja in v začetku februarja 1943. Takrat je bataljon ob napadu slovenskih in hrvaških partizanskih enot na italijanske enote, ki so bile poslane v Žumberak kot zaščitnica ostalih enot v smeri proti Bosni, uničil vrsto sovražnikovih posadk. Badovinac se je odlikoval tudi v bojih na Dolenjskem, predvsem pri Žužemberku, ki so potekali med 25. in 28. julijem 1943. 
14. septembra 1943 je bil Badovinac razrešen dolžnosti poveljnika 3. bataljona, 24. septembra istega leta pa je bil imenovan za namestnika komandanta novoustanovljene 12. slovenske narodnoosvobodilne brigade. S to enoto je bil aktiven v času šeste sovražnikove ofenzive, z njo pa je novembra 1943 sodeloval tudi pri obleganju Novega mesta.
Zaradi kasnejših nesoglasij je bil konec novembra 1943 premeščen v legendarno XIV. divizijo, kjer je postal komandant 1. bataljona 2. slovenske narodnoosvobodilne udarne brigade »Ljubo Šercer«, s katero se je udeležil tudi znamenitega pohoda XIV. divizije na Štajersko in je kot komandant enote, ki je bila predhodnica ostalim enotam XIV. divizije, prvi med njimi prestopil slovensko-hrvaško mejo na Sotli ter bil tako prvi partizan na Štajerskem.
1. bataljon je 12. februarja 1944 v dolini Gračnice pri Lokavcu varoval prehod divizije preko ceste Rimske Toplice – Jurklošter. Pri tem je prišlo do spopada z nemškimi vojaki, pri čemer je Ilija Badovinac padel. 
Za narodnega heroja je bil proglašen 20. decembra 1951.